# Бос, Ян
Ян Бос (нидерл. Jan Bos; род. 29 марта 1975 года) — нидерландский конькобежец и велогонщик. В конькобежном спорте — двукратный серебряный призёр Олимпийских игр на 1000 м, двукратный чемпион мира, многократный чемпион Нидерландов, рекордсмен мира на 1000 м. Принял участие в пяти Олимпийских играх — четыре раза как конькобежец в зимних (1998, 2002, 2006 и 2010) и один раз в летних (2004) как трековый велогонщик. Брат велогонщика Тео Боса.

## Конькобежный спорт
Первый раз принял участие в чемпионате Нидерландов в 1994 году, лучшим результатом было шестое место на 1000 м. Первых подиумов добился в 1996 году, занял второе место на национальном чемпионате на 500 и 1000 метров, стал третьим на чемпионате Нидерландов в спринте.
В сезоне 1996/1997 выиграл чемпионат Нидерландов по спринту и стал вторым на 1000 м на чемпионате мира по отдельным дистанциям.
На Олимпийских играх в Нагано в 1998 году участвовал на трех дистанциях, был 12-м на 500 м, 4-м на 1500 м. Завоевал серебряную медаль на 1000 м, проиграв своему соотечественнику Идсу Постме.
На следующей Олимпиаде в Солт-Лейк-Сити повторил свой успех, став вторым на 1000 м, также проиграл соотечественнику — Герарду Ван Велде.
На Олимпийских играх 2006 и 2010 годов не сумел завоевать медалей.
В 2011 году завершил спортивную карьеру.
В июне 2013 года было объявлено, что в олимпийском сезоне Ян Бос будет тренировать своего давнего соперника по дорожке — Джереми Уотерспуна, который объявил о своем возвращении в спорт.

### Достижения
- Чемпионат Нидерландов: 10-кратный чемпион по отдельным дистанциям, 6-кратный в спринтерском многоборье.
- Кубок мира: трижды был вторым по итогам Кубка мира на 1000 м, и трижды был третьим на этой же дистанции.
- Чемпионаты мира: золото, серебро и бронза чемпионатов мира по спринтерскому многоборью, одно золото и три серебра на 1000 м в чемпионатах по отдельным дистанциям, одна бронза на 1500 м.
- Олимпийские игры: две серебряных медали.

### Рекорд мира
Дважды являлся обладателем рекорда мира на 1000 метров. Первый раз установил рекорд мира 22 ноября 1997 года, однако уже на следующий день он был побит Ли Гю Хёком. Второй раз установил рекорд 21 февраля 1999 года, который был побит через год Джереми Уотерспуном.
| № | Дистанция | Время   | Дата            | Место   | Побит          |
| - | --------- | ------- | --------------- | ------- | -------------- |
| 1 | 1000 м    | 1.10,63 | 22 ноября 1997  | Калгари | 23 ноября 1997 |
| 2 | 1000 м    | 1.08,55 | 21 февраля 1999 | Калгари | 12 января 2000 |

## Велоспорт
Принял участие в Олимпиаде 2004 в Афинах, где выступал в командном спринте на треке совместно со своим младшим братом Тео Босом (род. 1983) и Тёном Малдером. Команда заняла 6-е место.
В 2012 году планирует побить рекорд скорости на велосипеде в 133 км/ч в пустыне Невада. Для этого был разработан специальный велосипед с низкой посадкой и аэродинамическим обвесом для наименьшего сопротивления воздуха.